# Roelos de Sayago
Roelos de Sayago es un municipio y localidad española de la provincia de Zamora y de la comunidad autónoma de Castilla y León.

## Geografía
El municipio se encuentra al sur de la provincia, en el extremo más meridional de la comarca de Sayago, separado de la provincia de Salamanca por el río Tormes, hoy ensanchado por el embalse de Almendra.

## Toponimia
Esta localidad se documenta por primera vez en 1176 con el nombre de Oriolos u Orriolos, cuando su iglesia se cede, junto a las de Carbellino y Estacas, en prestimonio por el obispo de Zamora a Don Pedro Juanes, quedando fijado el nombre de Roelos ya en el siglo XVI.

## Historia

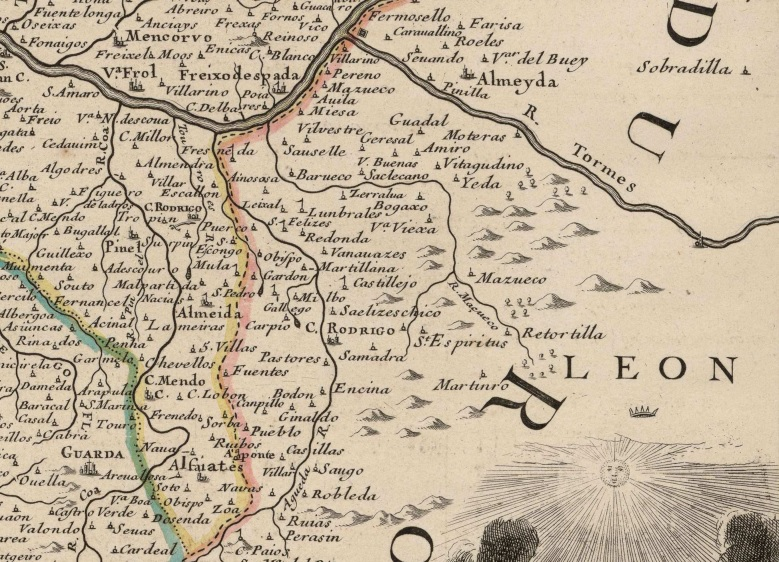
Detalle de la raya zamorano-salmantina con Portugal en un mapa del, en el que se puede observar Roelos

La situación aventajada de su término, en las cercanías de los ríos Duero y Tormes y la profusión de rocas, hicieron que este fuera un lugar propicio para el asentamiento de familias y ganados. Así lo demuestran las evidencias de un antiguo castro en el pago de Rita Becerro, uno de los primeros asentamientos existentes en la comarca de Sayago.
En todo caso, el actual pueblo de Roelos habría surgido en la Edad Media, cuando quedó integrado en el Reino de León, siendo fundado por sus monarcas en el contexto de las repoblaciones llevadas a cabo en Sayago. Así, la primera referencia documental conservada de Roelos data del año 1176, cuando su iglesia fue cedida en prestimonio por el obispo y el cabildo de Zamora a Pedro Juanes.
Posteriormente, en la Edad Moderna, estuvo integrado en el partido de Sayago de la provincia de Zamora, tal y como reflejaba en 1773 Tomás López en Mapa de la Provincia de Zamora.
Perteneció a la cuadrilla de Almeida, que era una de las cuatro en que se dividía el antiguo partido de Sayago dentro de la jurisdicción de la ciudad de Zamora.
Así, al reestructurarse las provincias y crearse las actuales en 1833, la localidad se mantuvo en la provincia zamorana, dentro de la Región Leonesa, integrándose en 1834 en el partido judicial de Bermillo de Sayago, dependencia que se prolongó hasta 1983, cuando fue suprimido el mismo e integrado en el partido judicial de Zamora.

## Geografía humana

### Demografía
Cuenta con una población de 138 habitantes (INE 2024).
| Gráfica de evolución demográfica de Roelos de Sayago entre 1842 y 2021 |
| |
| Población de derecho según los censos de población del INE Población de hecho según los censos de población del INEEn estos censos se denominaba Roelos: 1842, 1857, 1860, 1877, 1887, 1897, 1900, 1910, 1920, 1930, 1940, 1950, 1960, 1970, 1981 y 1991 |

### Comunicaciones
Desde Zamora, capital de la provincia, las dos maneras más directas de llegar a Roelos son dos, una a través de Bermillo, cabeza de partido y otra por Almeida. 
La primera de ellas, sigue la CL-527 dirección Fermoselle, hasta la altura del pueblo de Villar del Buey. En ese punto, surgen dos carreras. Debemos tomar la que se adentra en el pueblo, atravesándolo en dirección a Salce para acabar en Roelos.
La otra se solapa con la anterior algunos kilómetros, hasta el Alto de los Llanos, donde se desvía hacia la izquierda, dirección Almeida, para, siguiendo por Carbellino, llegar a Roelos.

### Economía
La economía de Roelos está basada principalmente en la ganadería (vacas, ovejas y cerdos).
Actualmente se trabaja en el establecimiento de varias rutas de senderismo.

## Símbolos
Escudo
Escudo Heráldico: En el primer campo de oro un roel de Oro. En el segundo campo de gules una encina de sinople. En el campo de púrpura una iglesia de plata aclarada de gules. En el campo de azur, un puente de oro, por el que discurre un arroyo de ondas de plata y azur.
Bandera
Bandera rectangular con cuatro franjas en diagonal en proporciones 1/2, 1/6, 1/6 y 1/6, morada, amarillo, rojo y verde, teniendo el escudo municipal en el centro.

## Servicios
Dispone de panadería, piscina y residencia de mayores con 25 plazas.

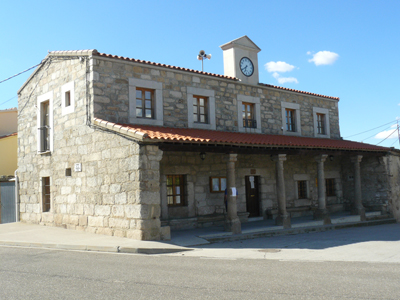
Casa consistorial
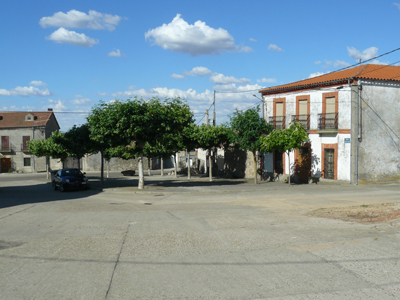
Plaza Mayor
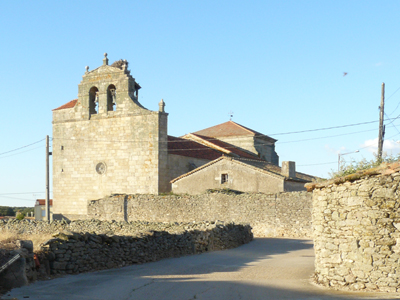
Iglesia
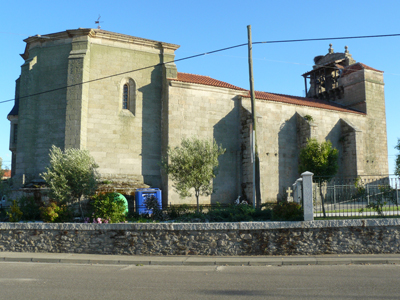
Vistra trasera de la iglesia
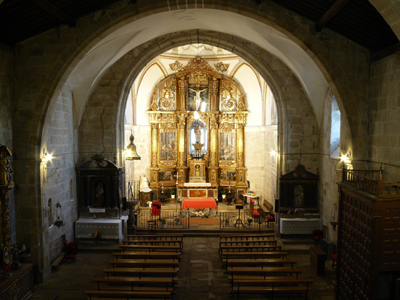
Interior de la iglesia
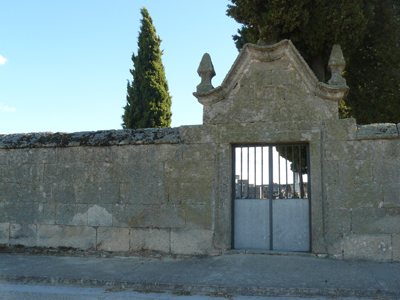
Entrada al cementerio
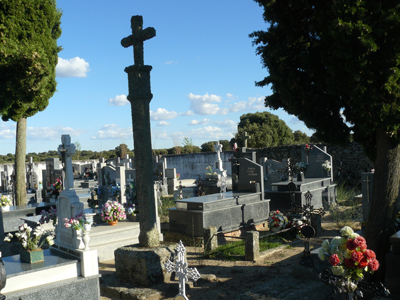
Interior del cementerio